# ピアッジョ P.180 アヴァンティ

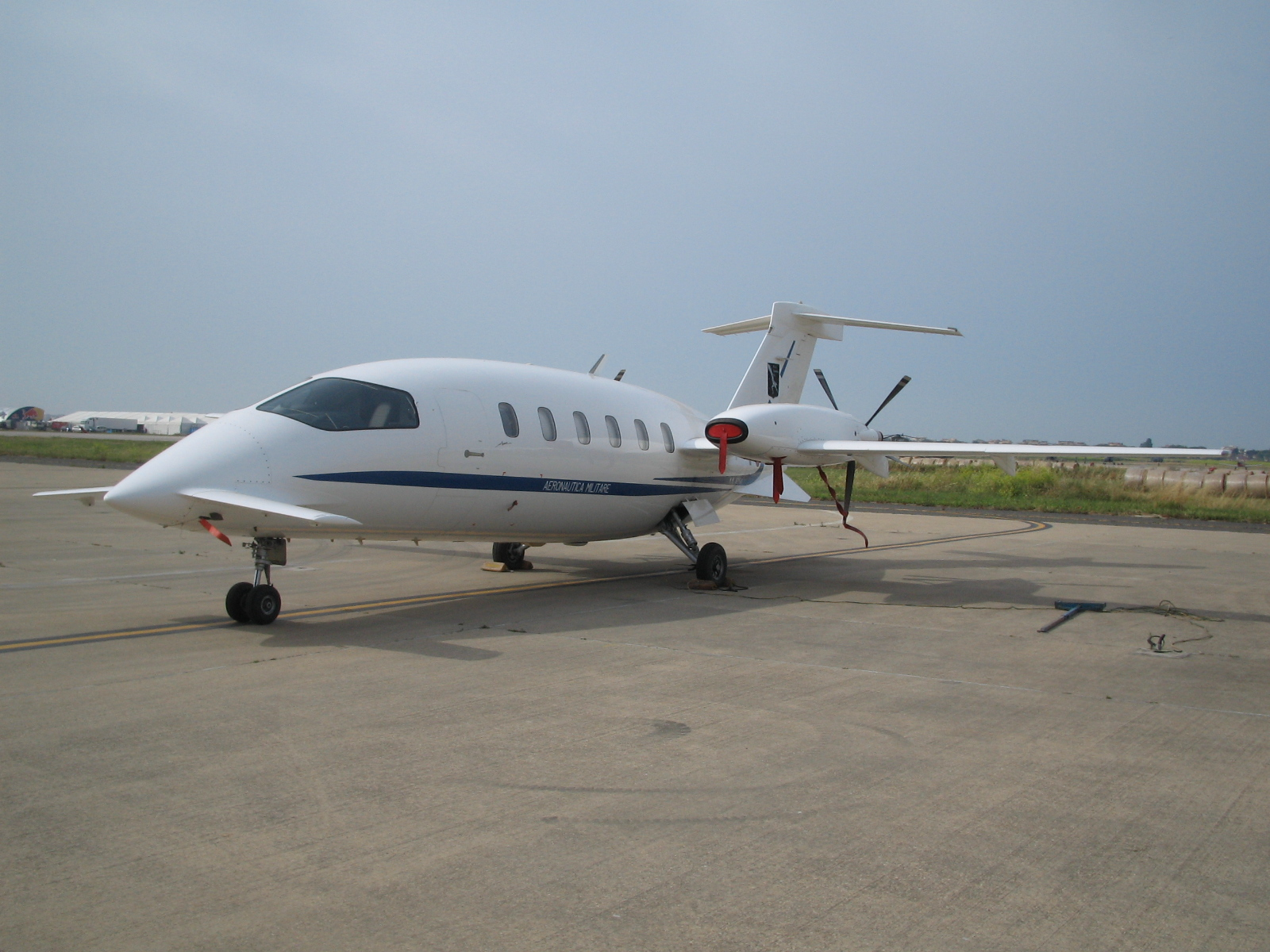
P.180 アヴァンティ

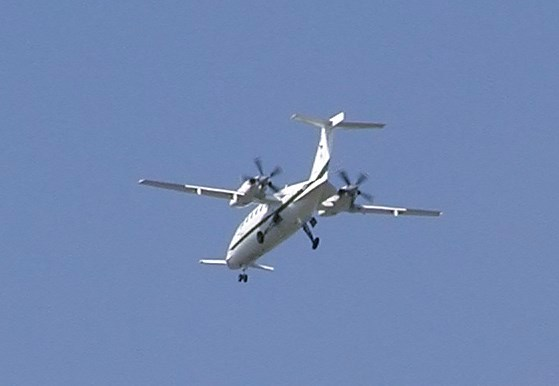
背後からみたアヴァンティ

ピアッジョ P.180 アヴァンティ（Piaggio P.180 Avanti）は、イタリアのピアッジョ・エアロ社の民間航空機である。

## 概要
1970年代末から80年代初頭にかけ第二次オイルショックの影響もあって、ゼネラル・アビエーション業界では先進的形状を持ったターボプロップ・ビジネス機が数機種開発された。カーボンファイバー強化プラスチックなどの先進的素材の広範な採用、斬新的な空力形態、推進式配置のプロペラなどが特徴で、エントリー・クラスのビジネスジェット並の性能で大幅に燃料消費を削減するのが技術的な目標であった。ピアッジョ P.180 アヴァンティはその中の一つである。他にはビーチクラフト スターシップ、Avtek 400、リアファン 2100などが開発されていた。
主翼の取付位置が一般的な形態の飛行機と比較するとかなり後方にあって、通常のT字尾翼の他に胴体の先端に小翼（カナード）を設ける三翼機という特異な形状をしていて、高性能をほこる。さらに、主翼にプッシャー方式のターボプロップエンジンを配置している。以上のような形態のメリットは、主翼、カナード、水平尾翼に揚力を分散することによる抵抗の低減、主翼を後方に配置できることによる客室容積の拡大、客室に対してエンジン・プロペラの位置が後方にあることによる客室内の低騒音化などが挙げられる。例えば、本機の主翼面積16.0平方メートルは同出力エンジンを用いた同クラスの通常型双発プロペラ機であるビーチクラフト スーパーキングエア 200 の28.15平方メートルに比べ著しく小さく巡航速力は約100kt速い。速度性能はターボプロップ・ビジネス機としては世界最速である。また、ターボプロップエンジンを用いて高性能化を実現しているため、同等の飛行性能のビジネス・ジェット（セスナ サイテーションCJ3など）に比べ、乗客一名あたりの二酸化炭素排出量が40%程度少ないという特徴を持つ。
アヴァンティは主翼だけでなく、胴体も層流を意識したデザインを採っており、ほとんど直線的な部分のないスムースな曲面で構成されている。前述の主翼の配置も、層流を干渉しないように配慮されて、胴体後方に配された結果である。この層流デザインの胴体自体も揚力を発生する、いわゆるリフティングボディに近い効果があり、ピアッジョは「3LSC(Three Lifting Surface)」の名称で特許を取得している。
一方で、ターボプロップのデメリットとして騒音が挙げられている。アヴァンティはプッシャー式のプロペラのため機内に侵入するノイズはわずかだが、反面、機外の騒音はかなり耳障りなものとなっている。FAAのステージIII基準はクリアしているものの、高周波のノイズを含む「黒板に爪を立てて擦るような」不快な音質で、離着陸時にエンジンの回転をわざと下げる例もある。
先進的な機体構成を採っている一方、機体の構造は保守的である。ビーチクラフト スターシップやリアファンなどは機体構造に全面的にCFRPを採り入れたが、アヴァンティでは複合材料の使用はテールコーンなどに限局され、機体の主要部はジュラルミンなどのアルミニウム合金で製作されている。スターシップと異なりカナードは固定式で、ピッチングの調整は水平尾翼に依っている。スターシップやリアファンが新技術・新素材が災いして開発、FAAの認証などに手間取る一方、技術的に確立している素材や手法を採用した点は、後のセールスなどで好影響をもたらした。

## 実績
ピアッジョ社はアヴァンティ・アビエーション・ウィチタ社を設立し開発・製造に当たったが、イタリア企業独自の計画では世界的特に最大市場の北米での販売力に欠ていた。そのためリアジェット(LearJet)社と共同開発・販売の契約を結び、1983年より開発が開始された。しかし1980年代のリアジェット社の経営悪化に伴い1986年1月に契約が解除されたため、ピアッジョの単独プロジェクトに戻っている。1986年9月23日に初飛行し、1990年10月2日に型式認定をうけた。1990年から量産型機の引き渡しが開始されたが販売数は伸びず、1994年にはアヴァンティ・アビエーション・ウィチタ社は運転資金が枯渇し一時操業を中止している。
1998年にエンツォ・フェラーリの息子ピエーロ・フェラーリを筆頭とする投資グループの資金援助を受け生産を再開、その後はゆっくりとではあるが生産は維持され、2006年に通算100号機を納品、2008年には150機目が生産された。2010年には11機、2011年には14機が生産されている。受注生産方式を採っているためペースは緩やかではあるが、同時期に登場したスターシップ、リアファンなどが商業的に失敗したのとは対照的に、アヴァンティは一定の成功を収めており、2020年には100万飛行時間を達成している。

## バリエーション
P.180 Avanti
民間用量産型
P.180 M
軍用。客貨混載コンビネーションおよびVIP輸送機型を含む。
P.180 RM
軍用。電波測定機型
P.180 AMB
航空救急救難機型
P.180 APH
空中撮影機型。地図製作に使用される。
P.180 Avanti II
後述の改良型

## P.180 アヴァンティ II
2005年からは改良型のアヴァンティ IIに生産が移行している。エンジンをPT6A-66Bに換装して巡航性能・燃費を改善し、完全なグラスコックピット（コリンズProLine21装備）となっている。キャビンも大型化され、変わったところでは乗客が化粧室に入ったままでの離着陸も許可された。

### バリエーション
海洋パトロール型
アヴァンティⅡの主翼を拡大し滞空時間を延長した海上パトロール型。
Piaggio-Selex P.1HH Hammerhead
軍用無人偵察機型。客室･操縦室を撤去し無人飛行システムを組み込んだタイプ。イタリア空軍に2016年から順次6機納入予定。

## スペック
PERFORMANCE
Maximum Speed (at 31,000ft ISA) 745 km/h  402 KTAS
MMO 0.70 Mach
Max Range (NBAA IFR, Standard Conf.) 2,759 km 1,490 NM
Max Range (NBAA IFR, Increased Range Conf.) 3,278 km 1,770 NM
Service Ceiling 12,497 m 41,000 ft
Rate of Climb (MTOW, 12,100lb) 844 mpm 2,770 fpm
Take-Off Distance (SL, ISA, to clear 50ft) 972 m 3,190 ft
Landing Distance (SL, ISA, 50ft, MLW, no reverse) 1,000 m 3,282 ft
- 最高速度：732 km/h
- 巡航速度：644 km/h
- 高度： 41,000ft
- 空虚重量：3,400 kg
- 最大離陸重量：5,262 kg
- 1乗員、6名搭乗時の航続距離：2,595 km
- エンジン： Pratt & Whitney Canada PT6A-66 turboprops(850shp) ×2